# 협동조합

협동조합(協同組合, 영어: cooperative (coop), co-operative (co-op), coöperative (coöp))은 경제적으로 약한 지위에 있는 소생산자나 소비자가 서로 협력, 경제적 지위를 향상시켜 상호복리를 도모할 목적으로 공동출자에 의해 형성된 기업이다. 따라서 협동조합의 직접목적은 영리(營利)보다는 조합원의 경제활동에 있어서의 상호부조(相互扶助)에 있다. 협동조합은 산업혁명에 의하여 비약적으로 발전된 대기업의 압력에 대항하기 위하여 19세기 초에 형성된 것으로, 네덜란드의 생산조합·영국의 소비조합·독일의 신용조합이 그 대표적인 예이다.

## 원칙
협동조합의 원칙(1995년 ICA-국제협동조합연맹)
1. 개방적 회원(조합원)제도 - 가입과 탈퇴가 가능하다.
2. 민주적 관리 - 주식회사의 1주 1표와 달리 조합원의 권리가 동등한 1인 1표제 의사결정구조.
3. 경제적 참여 - 경제적 참여를 목적으로 하며, 종교 정치적신념 남녀 차별 등을 금지한다.
4. 자율과 독립 - 협동조합은 조합원에 의한 자율적 통제를 따르며, 외부의 간섭을 배제한다.
5. 교육과 정보의 제공 - 조합원을 교육하며, 조합원에게 최대한의 정보를 제공한다. 조합원이 아닌자에게도 가능한 공개한다.
6. 협동조합간 협동 - 다른협동조합과 개인이나 타 사업체에 우선적으로 협력한다.
7. 사회적기여 - 협동조합은 사회적기여(기아, 환경, 실업 문제 등 해결)를 자신의 원칙으로 삼는다.

협동조합은 사기업과 달리 다음과 같은 원칙에 따라 운영된다는 특징이 있으며, 이 원칙들은 상호부조주의·민주주의·이용주의에서 비롯된 것이다.
1. 조합 자체의 영리보다 조합원인 소규모 사업자 또는 소비자의 상호부조를 목적으로 한다.
2. 조합원의 임의 가입·탈퇴를 인정하지만 각 조합원은 출자액에 관계없이 평등한 의결권을 가진다.
3. 조합의 잉여금 배분은 원칙적으로 이용도에 비례하여 행한다.

## 형태
협동조합은 생산자 협동조합인 생산협동조합과 소비자 협동조합인 소비협동조합으로 대별(大別)된다. 2012년 협동조합기본법이 시행됨에 따라 금융분야외에 모든분야에서 협동조합설립이 가능하게 되었는데, 기본법에 따르면 일반 협동조합과 협동조합연합회, 사회적협동조합과 사회적협동조합연합회로 구분되며, 단일한 목적으로 만들어지는 협동조합만이 아니라 다중이해자의 협동조합도 가능하다.

### 생산협동조합
생산협동조합(生産協同組合)은 소생산자들이 설립하는 것으로 농업·수산업·축산업·공업협동조합 등이 있으며, 사업 내용에 따라 다음과 같이 나뉜다.
판매협동조합(販賣組合)조합원의 판매상의 불리를 없애기 위하여 공동으로 조합원의 생산물을 판매하는 조합이다. 이 조합에는 판매 외에 생산물을 가공, 공동판매하는 것과 같은 가공판매조합이 있다.
구매협동조합(購買組合)조합원에게 필요한 생산물이나 원재료를 공동구매하기 위하여 설립된 조합이다.
이용협동조합(利用組合)조합원이 필요로 하는 시설을 공동출자에 의하여 설치하고, 이를 이용;목적으로 설립된 조합이다.
신용협동조합(信用組合)조합원이 서로 자금을 융통하는 외에 외부에서 자금을 차입, 조합원에 융자해 주는 것을 목적으로 하는 것으로 예금까지도 취급한다.
생산협동조합(生産組合)조합원이 공동생산하는 조합으로 원료구입에서부터 생산·가공까지를 행하는 것과 가공만을 행하는 것이 있다.

### 소비협동조합
소비협동조합(消費協同組合)은 조합원의 생활에 필요한 물자를 공동으로 싼 값으로 구입함으로써 소비자인 조합원의 소비생활 향상을 그 목적으로 하고 있다. 주요 사업으로는 생활물자의 공동구입 외에 의료시설이나 목욕탕·주택 등을 설치, 이용한다든가 또는 조합원으로부터 여유자금을 예치, 필요한 조합원에 대부해 주는 것도 있다. 이러한 소비조합은 회사·관청 등의 직장에 설치된 직장조합도 있으며 특정지역에 사는 사람을 대상으로 한 지역조합도 있다. 서울대학교, 동국대학교 교직원 밥집과 매점은 소비협동조합이다.

### 다중이해관계자협동조합
다중이해관계자협동조합은 상부상조의 협동정신을 바탕으로 둘 이상 유형의 조합원들이 모여 상호 배려하면서 자주적ㆍ자립적ㆍ자치적인 협동조합 활동을 통하여, 조합원의 경영개선 및 생활 향상에 이바지하고, 국민경제의 균형 있는 발전을 도모함을 목적으로 한다.

## 협동조합의 주체별 분류

### 소비자협동조합
한국의 소비자 협동조합으로 대표적인 연합조직은 4개이다(2015). 한살림소비자생활협동조합연합회, 아이쿱생협, 두레생협, 행복중심생협이 그것이다. 이들은 2015년말 기준 약 100만명의 조합원가구와 약 1조원의 매출을 기록하고 있다.

### 사업자협동조합/생산자협동조합
사업자협동조합 또는 생산자협동조합이라고 부르는 협동조합은 사업자(주로 중소 사업자)들의 공동구매, 공동판매, 공동브랜드 등을 통해 사업의 효율화를 위해 설립 운영되어 왔다. 대표적으로 농업협동조합, 수산업협동조합, 산림업협동조합 등이 각각의 업종에서 1930년대 이후 운영되어 오고 있으며, 다른 업종의 협동조합은 2012년 협동조합기본법 발효이후 다양하게 설립되고 있다.

### 노동자협동조합
한국의 노동자 협동조합은 "일하는 사람들의 협동조합연합회"를 중심으로 해피브릿지협동조합, (협)한국협동조합창업경영지원센터, 쿱비즈협동조합 등이 운영 중이며, 연합회에 9개 협동조합 200여명이 약 600억원의 매출 규모로 일하고 있다고 알려져 있다.(2015년)

### 사회적협동조합
5인 이상의 발기인(조합원)이 모여 중앙부처의 장에게 인가 및 설립등기를 거쳐 설립할 수 있다. 사회적협동조합은 공익 사업을 40% 이상 수행해야 하며, 여기에 해당되는 공익 사업은 지역사회공헌, 지역 주민권인 증진, 취약계층 사회서비스 제공, 취약계층 일자리 제공, 공공기관 위탁사업, 기타 공익을 위한 사업이 포함된다. 일반 협동조합과 달리 주 사업 이외의 사업으로 정관이 정하는 바에 따라 조합원을 대상으로 납입 출자금 2/3 한도 내에서 소액대출을 할 수 있고, 납입 출자금의 총액 한도 내에서 상호부조를 할 수 있다. 대표적으로 사회적협동조합 빠띠가 있다.

## 같이 보기
- 사회적 기업
- FC 바르셀로나: 세계최초의 협동조합 형태 스포츠클럽
- 에코구로 협동조합
- 한국종교 협동조합